# Клип (мотор)
Клип је саставни дио клипних мотора, клипних пумпи, гасних компресора и пнеуматских цилиндара, између осталих сличних механизама. То је покретна компонента садржана у цилиндру и направљена је непропусним за гас помоћу клипних прстенова . Сврха мотора је да пребаци силу са ширења гаса у цилиндру у радилицу преко клипњаче и / или спојне шипке . У пумпи се функција преокреће и сила се преноси из радилице у клип ради компресије или избацивања течности у цилиндар. У неким моторима клип дјелује и као вентил прекривајући и откривајући отворе у цилиндру.

## Клипни мотори

### Мотори са унутрашњим сагоријевањем
Мотор са унутрашњим сагоријевањем дјелује на притисак растућих гасова за сагоревање у простору коморе за сагоревање на врху цилиндра. Та сила тада делује надоље преко клипњаче и на радилицу . Везна шипка је причвршћена на клип помоћу окретног пина . Овај пин је монтиран унутар клипа: за разлику од парног мотора, нема клипњаче или крижне главе (осим великих двотактних мотора).
На слици је типичан дизајн клипа. Ова врста клипа нашироко се користи у аутомобилским дизел моторима . У складу са намјеном, нивоом пуњења и радним условима мотора облик и пропорције се могу мијењати.
Дизел мотори велике снаге раде у тешким условима. Максимални притисак у комори за сагоријевање може достићи 20 МPа, а максимална температура неких клипних површина може прећи 450 °C. Могуће је побољшати хлађење клипа стварањем посебне расхладне шупљине. Инјектор опскрбљује ову расхладну шупљину «А» уљем кроз канал за довод уља «Б». За боље смањење температуре конструкцију треба пажљиво израчунати и анализирати. Проток уља у расхладној шупљини не смије бити мањи од 80% од протока уља кроз инјектор.
Сам пин је од каљеног челика и фиксиран је у клипу, али се слободно креће у клипњачи. Неколико дизајна користи "потпуно плутајући" дизајн који је лабав у обје компоненте. Све пинове треба спријечити да се помијерају у страну, а крајеви еластичног прстена укопавају се у зид цилиндра, обично кружним копчама .
Заптивање гасом постиже се употребом клипних прстенова . То су бројни уски гвоздени прстенови, лагано постављени у бразде у клипу, одмах испод круне. Прстенови су подијељени у тачки обода, омогућујући им да се притиском на цилиндар опусте лаганим опружним притиском. Користе се двије врсте прстенова: горњи прстенови имају чврста лица и пружају заптивку гасом; доњи прстенови имају уске ивице и профил у облику слова У, који дјелују као стругачи уља. Постоје бројне власничке и детаљне дизајнерске карактеристике повезане са клипним прстеновима.
Клипови су ливени од легура алуминијума . Да би се постигла боља снага и замор, неки тркачки клипови  умјесто тога могу бити ковани . Клипни клипови се такође користе у тркачким моторима јер се не ослањају на величину и архитектуру доступних отковка, омогућавајући промјене дизајна у посљедњем тренутку. Иако нису обично видљиви голим оком, сами клипови дизајнирани су са одређеним нивоом овалности и профила, што значи да нису савршено округли, а пречник им је већи при дну сукње него на круни.
Рани клипови били су од ливеног гвожђа, али било је очигледних предности за балансирање мотора ако се може користити лакша легура. Да би се произвели клипови који би могли да преживе температуру сагоријевања мотора, било је потребно развити нове легуре, као што су легура Y и Хидуминијум, посебно за клипове.
Неколико раних мотора имало је цилиндре са двоструким дејством, али у супротном ефективно сви клипови мотора са унутрашњим сагоревањем су једносмерни . За време Другог свејтског рата, америчка подморница Помпано опремљена је прототипом злогласно непоузданог дво-тактног дизелског мотора ХОР . Иако компактан, за употребу у скученој подморници, овај дизајн мотора није поновљен.

#### Трупни клипови
Трупни клипови су дуги у односу на њихов пречник. Они дјелују и као клипни и цилиндрични криж . Како је клипњача за већи дио своје ротације под углом, постоји и бочна сила која дуж стране клипа реагује на стијенку цилиндра. Дужи клип помаже да се ово подржи.
Трупни клипови уобичајени су дизајн клипа још од раних дана повратног мотора са унутрашњим сагоријевањем. Користили су се и за бензинске и дизел моторе, иако су мотори за велике брзине сада усвојили лакши клизави клип .
Карактеристично за већину трупних клипова, посебно за дизел моторе, је то што имају утор за уљни прстен испод осовине клипа, поред прстенова између осовине и круне.
Назив „трупни клип“ потиче од „ трупног мотора “, раног дизајна бродског парног строја . Да би ово учинили компактнијим, избјегли су уобичајену клипњачу парног мотора са одвојеним попречним главама и умјесто тога били су први дизајн мотора гдје је осовина клипа постављена директно унутар клипа. У супротном, клипови трупног мотора мало наликују трупном клипу; били су изузетно великог пречника и двоструког дејства. Њихов „труп“ био је уски цилиндар постављен у средину клипа.

#### Клипни клипови
Велики дизел-мотори с малим брзинама могу захтијевати додатну подршку бочним силама на клипу. Ови мотори обично користе крстасте клипове. Главни клип има велику клипњачу која се протеже доље од онога до онога што је у ствари други клип мањег пречника. Главни клип одговоран је за заптивање гасом и носи прстенасте клипове. Мањи клип је искључиво механичка водилица. Ради у малом цилиндру као трупни водич, а носи и осовину клипа.
Подмазивање крижне главе има предности у односу на трупни клип, јер његово уље за подмазивање није изложено топлоти сагоријевања: уље није контаминирано честицама чађи за сагоријевање, не распада се због врућине и тање, мање вискозно уље може буди употребљен. Трење клипа и попречне главе може бити само половина од трупног клипа. 
Због додатне масе ових клипова, они се не користе за моторе велике брзине.

#### Клизни клипови
Клизни клип је клип за бензински мотор који је у величини и смањен смањен што је више могуће. У екстремном случају, они се своде на круну клипа, потпору за клипове клипа и таман толико да преостане преостала сукња клипа да оставе две земље да зауставе клип који се креће у проврта. Бочне стране клипа око игле клипа смањују се од стијенке цилиндра. Сврха је углавном смањити повратну масу, на тај начин олакшавајући балансирање мотора и тако омогућавајући велике брзине.  У тркачким апликацијама, клизаве клипне сукње се могу конфигурирати тако да дају екстремно малу масу уз одржавање чврстине и чврстоће пуне сукње. Смањена инерција такође побољшава механичку ефикасност мотора: силе потребне за убрзање и успоравање клипних дијелова узрокују веће трење клипа о стијенке цилиндра него притисак течности на глави клипа.  Секундарна корист може бити смањење трења о зиду цилиндра, јер се површина сукње, која клизне горе и доље у цилиндру, смањује за половину. Међутим, највише трења настаје због клипних прстенова, који су дијелови који се заправо најјаче уклапају у проврт и лежајне површине зглоба, чиме се корист смањује.

#### Дефлектор клипови
Дефлектор клипови користе се у двотактним моторима са компресијом радилице, при чему се проток гаса у цилиндру мора пажљиво усмјеравати да би се обезбједило ефикасно истјеривање гасова. Код унакрсног истјеривања гасова, пријеноси (отвори у цилиндар) и издувни отвори налазе се на директно окренутим странама стијенке цилиндра. Да би се спријечило да долазна смјеша пређе равно преко једног лука у други, клип има уздигнуто ребро на својој круни. Намијењен је одбијању долазне смјеше према горе, око коморе за сагоријевање . 
Много напора и много различитих дизајна клипне круне уложено је у развој побољшаних истјеривања гасова. Круне су се развиле из једноставног ребра у велику асиметричну избочину, обично с стрмим лицем на улазној страни и благом кривином на испуху. Упркос томе, унакрсно истјеривање гасова, никада није било тако ефикасно колико се надало. Већина мотора данас користи Шурнеле портирање. Ово поставља пар портова за пријенос на странама цилиндра и подстиче проток гаса да се окреће око вертикалне осе, а не хоризонталне осе. 

#### Тркачки клипови
Код тркачких мотора, снага и крутост клипа обично су много веће од снаге мотора путничких аутомобила, док је маса много мања, да би се постигао високи обртај мотора који је потребан за тркачке моторе.

### Парни мотори
Парни мотори су обично двоструко дјелујући (тј. Притисак паре дјелује наизмјенично са сваке стране клипа), а пријем и испуштање паре контролише се клизним вентилима, клипним вентилима или попетним вентилима . Сходно томе, клипови парних мотора готово су увијек релативно танки дискови: њихов пречник је неколико пута већи од њихове дебљине. (Изузетак је клип трупног мотора који је више сличан онима у модерном мотору са унутрашњим сагоријевањем.) Други фактор је да пошто скоро сви парни стројеви користе унакрсне главе да би пренијели силу на погонски штап, мало је бочних сила које дјелују на покушај и „љуљање“ клипа, тако да сукња клипа у облику цилиндра није потребна.

## Пумпе
Клипне пумпе се могу користити за помијерање течности или за сабијање гасова .

## Ваздушни топови
Постоје два специјална типа клипова која се користе у ваздушним топовима : клипови с толеранцијом и двоструки клипови. У клиповима са уском толеранцијом О-прстенови служе као вентил, али О-прстенови се не користе у двоструким клиповима.